# モスラVSバガン
『モスラVSバガン』（モスラたいバガン）は、東宝が1990年に製作を予定していた日本の怪獣映画。

## 概要
『メカゴジラの逆襲』（1975年）の公開終了後、「ゴジラシリーズ」は長らく中断していたが、1978年以降に「ゴジラ復活」の機運が高まり、『ゴジラの復活』との題名での新作企画が、東宝のプロデューサーである田中友幸のもとで進められることとなった。
田中が構想していたこの『ゴジラの復活』では、ゴジラの敵役に三変化する中国の怪獣バガンという新怪獣の名が挙げられている。田中の語る『ゴジラの復活』の内容は、バガンの登場以外はほぼ1984年版『ゴジラ』のままであった。
その後、ゴジラは単独で復活することとなり、1984年版『ゴジラ』が製作されてヒットを収めた。これを受け、東宝は「ゴジラシリーズ」復活に自信を強めたが、5年後に満を持して製作した「怪獣の対決物」としての『ゴジラvsビオランテ』（1989年）は、興行的には大成功とならなかった。
そこで、東宝ではゴジラ以外の主役怪獣を打ち出すべく、「ゴジラの次はモスラで行こう」との声が挙がり、『ゴジラの復活』で予定された新怪獣とモスラを組み合わせた内容の『モスラVSバガン』が企画されることとなった。1990年、『vsビオランテ』の翌年のことである。同作品公開時に行われた劇場アンケートでの、「男児はキングギドラ」、「女児はモスラ」との人気結果も参考にされた。企画書の冒頭には、「『ゴジラVSビオランテ』の反省」と題した序文が記された。
大森一樹によって検討稿が書かれたあと、キャラクターデザインも発注され、特撮監督の川北紘一によってストーリーボードも用意されていた。しかし、『vsビオランテ』では新怪獣ビオランテのキャラクターの弱さが東宝社内で指摘され、「スター怪獣ゴジラでも対決物興行が難しい」という結果が出た以上、さらに新怪獣とモスラの組み合わせではキャラクターが弱かろうとの判断が下された。また、ゴジラを登場させる意見も根強く残った。この結果、代わって企画されたのが、一方の男児のアンケートで人気NO.1のキングギドラとゴジラを対決させる内容の『ゴジラvsキングギドラ』（1991年）だった。
ゴジラシリーズとの関連性を持たせるため、『vsビオランテ』に登場した三枝未希の再登場も予定されており、本作品の名残から『vsキングギドラ』以降の平成ゴジラVSシリーズに彼女が登場し続けることとなった。大森は、ストーリーのイメージとして東南アジアが舞台である山田正紀の小説『謀殺の弾丸特急』を参考にしたという。
この『モスラVSバガン』の企画を大改稿したのが後の『ゴジラvsモスラ』（1992年）であるが、本来はモスラを『モスラVSバガン』で復活させ、ラストで復活したゴジラとモスラが戦う『ゴジラvsモスラ』へ続ける予定であった。『vsモスラ』の脚本前半は、ほぼ『モスラVSバガン』のままであった。登場人物の名前などもほぼ踏襲している。バガンはゴジラおよびバトラに置き換えられた。
その後も『ヤマトタケル』（1994年）の続編企画や平成モスラシリーズでのバガンの登場が検討されたが、いずれも実現には至っていない。

## 予定された登場怪獣

### モスラ
幼虫と成虫のモスラが登場する予定だった。卵は2つあり、それぞれの卵から1匹ずつ孵化して計2体が登場する。
西川伸司によるデザイン案では、アゲハ蝶の幼虫をモチーフにした幼虫、成虫の頭部を流線型にして触角を蛾に近い形状で描いたものや、幼虫に実際のカイコの幼虫に見られる模様を加えたもの、成虫の胴体と頭部がスムーズにつながったものなどが描かれていた。イメージボードでは、過去の作品にはなかった夜の都会の上空を飛ぶものが描かれている。『ゴジラvsモスラ』で取り入れられた幼虫の尾の突起は、この時点で存在していた。

### バガン
中国の詩書『文選』に登場する、悪と偽政の世に現れる怪獣・馬銜のことで、廻りの環境に応じて霊神獣、龍神獣、魔神獣の三神獣として登場する。本企画ではバガンは宇宙人が残したナスカ文明の遺跡に関係があり、大昔には森の闇の神と呼ばれ、モスラによってヒマラヤの氷雪の中に封印されたが、地球温暖化によって復活し、再び人類を滅亡の危機に陥れる。
- バガンは、『ゴジラの復活』以前に岡本喜八の監督作品として予定されていた映画『邪馬台国』に登場していた[2]。田中友幸は、映画『日本誕生』（1959年）でのヤマタノオロチのような立ち位置のキャラクターと想定していたとされる[2]。
- 『ゴジラの復活』でのバガンは、水神獣、猿神獣、龍神獣の3形態を持つという設定であった[7][3]。

#### バガンのデザイン
デザインは吉田穣、西川伸司、韮沢靖、園山隆輔、新垣博人など。初期のプロットでは、『ゴジラの復活』を引き継ぎ3段変形するという設定であったが、検討脚本ではこの設定は削除された。
西川によるデザインは、爬虫類やゾウ、岩石などをモチーフにしたものを経て、蛾のモスラの敵であることから、カブトムシやスティラコサウルスの頭部の要素を取り入れたものが描かれた。霊神獣は「象のような姿」という描写がプロットにあり、魔神獣はストレートに悪魔のイメージが取り入れられている。オーソドックスな怪獣に似たものや、背中や両腕にも翼を持つもの、トサカが頭部の左右にあり、コウモリのような羽があるものも描かれた。多数の噴気孔のような穴が岩のような甲羅に開いており、コウモリのような翼が甲虫の外羽から出てくるものや、甲虫と甲羅の形状を組み合わせたもの、スペースゴジラのような鉱物怪獣としてのものも描かれた。竜神獣のデザインは西川が気に入っており、その構造は後年の作品にも似たようなものが提案されている。
韮沢によるデザインでの形状は、西洋の「悪魔」のような姿をした二足歩行の怪獣で、大きな翼や頭部の角を持つ。頭部の横の殻が開いて光線を発射する案があった。色は黒をベースに赤色を織り交ぜたもの。
このバガンと、同時期に企画されていた照沼まりえ作、吉田画の『ゴジラVSギガモス』に登場予定であった「ギガモス」の設定を統合し、環境問題というテーマを含めて完成したのが、『ゴジラvsモスラ』でのバトラ（バトル・モスラ）である。
のちにゲーム『超ゴジラ』にも設定を変更されたうえで登場するが、その時のバガンは吉田によるデザイン案のものがベースになっている。
西川が怪獣デザインを手掛けたPCゲーム『ウルトラ作戦 科特隊出動せよ!』の最終話「首都警戒命令」に登場する硬態怪獣再生ビルガメラーは、バガンとして描かれたデザインがベースになっている。また、西川は『ゴジラvsデストロイア』でのデストロイアのデザイン案としてバガンのラフデザインを流用したものも提出していた。

### ゴジラ
前作『ゴジラvsビオランテ』において自衛隊に撃ち込まれた抗核エネルギーバクテリアの効果で眠りについていたゴジラが、モスラとバガンの戦いの影響によって復活するラストが考えられていた。

### 原子熱線砲
デザインは西川伸司が担当。後に『ゴジラvsモスラ』へ登場させる案も挙がっていたが、最終的には西川がデザインした93式自走高射メーサー砲が登場することとなった。
『ゴジラvsデストロイア』に登場する「95式冷凍レーザータンク」の原型になった。また、曲面で構成されたコックピットの形状は、93式自走高射メーサー砲に取り入れられた。

## 物語
ゴジラがビオランテとの戦いで眠りについてから数年後、ボルネオ島で発見された謎の大きな卵はモスラの卵だった。島にいた小美人がかつて封印された大怪獣・バガンの復活を予言する。やがて生まれたモスラとバガンが因縁の戦いを繰り広げる。
戦いはボルネオ島からシンガポール、バンコクへと広がる。

## 予定されたスタッフ
- 製作：田中友幸[57]
- 脚本・監督：大森一樹[57]
- 特技監督：川北紘一[57]
- プロデューサー：富山省吾[57]
- デザインワークス：西川伸司

## イメージキャスト
- 小美人：Wink[出典 15][注釈 6]
- 三枝未希：小高恵美[17]
- 浅野ゆう子[17]
- 髙嶋政宏[17]
- 古尾谷雅人[17]

## 関連作品
『超ゴジラ』
スーパーファミコン用ゲームソフト。敵キャラクターとして「バガン」が登場する。